# Lucio Annio Largo (cónsul 109)
Lucio Annio Largo (en latín, Lucius Annius Largus) fue un senador romano que desarrolló su carrera política a finales del siglo I y comienzos del siglo II bajo los imperios de Domiciano, Nerva y Trajano.

## Vida
Su familia era natural de Perusia y su único cargo conocido fue el de consul suffectus en el año 109 junto con Publio Calvisio Tulo Rusón, bajo Trajano. Su hijo fue Lucio Annio Largo, consul ordinarius en el año 147 y prefecto de Roma ese mismo año bajo Antonino Pío.